# Noya
Noya (en gallego, Noia) es un municipio y una villa española que pertenece a la provincia de La Coruña, en la comunidad autónoma de Galicia.
Se sitúa en el punto más interior de la ría de Muros y Noya, la más septentrional de las Rías Bajas. El término municipal tiene una superficie de 37,21 km². Es la capital de la comarca homónima, que comprende los municipios de Lousame, Noya, Outes y Puerto del Son. La comarca de Noya tiene actualmente 33 754 habitantes, 14 337 de ellos censados en el término municipal que le da nombre.
Según el nomenclátor de 2014, el término municipal comprende 5 parroquias y la capital, la villa de Noya, con un total de 106 entidades de población; o 104 asentamientos según el documento de aprobación inicial del PGOM de Noya del 2013 (103 rurales y 1 urbano, la villa de Noya).

## Toponimia
El topónimo Noya proviene de una forma Noega, de origen protoindoeuropeo o incluso anterior, que también se encuentra en Asturias y Cantabria (por ejemplo en Noja). El significado es oscuro, pero podría estar relacionado con el celta *nouika 'nueva', con lo que el topónimo haría alusión a una fundación reciente y sería el equivalente a Villanueva. Otros autores le asignan un origen en la hidronimia paleoeuropea, de la raíz indoeuropea *neigw- 'lavar', la misma que para el topónimo Nois.
Es famosa la leyenda, que se refleja en el escudo del municipio, según la cual Noya habría sido fundada por Noé, que le puso el nombre en memoria de Noela, la mujer de su hijo Jafet.

## Geografía

### Situación
El municipio se sitúa al sur de la desembocadura del río Tambre, lindando al norte con Serra de Outes y Brión. Es la parroquia de Roo la que se encuentra en esta desembocadura, y ya a comienzos de la ría de Muros y Noya, en el lugar de A Barquiña.
El centro urbano en sí, se encuentra en la desembocadura de otro río, el Traba, y comprende la villa de Noya, y las parroquias de Santa Cristina de Barro y Santa Marina de Obre. Al Este limita con el municipio de Lousame. Desde el centro de Noya se puede disfrutar de la ría de Noya y de sus parroquias más al sur: las de Boa y Argalo, con la que ya limita el municipio de Noya con el municipio de Puerto del Son.

### Relieve
Dentro del término municipal de Noya existen dos zonas diferenciadas, una zona litoral de poca altitud que cubre la mayor parte del municipio y otra zona de carácter más montañoso.

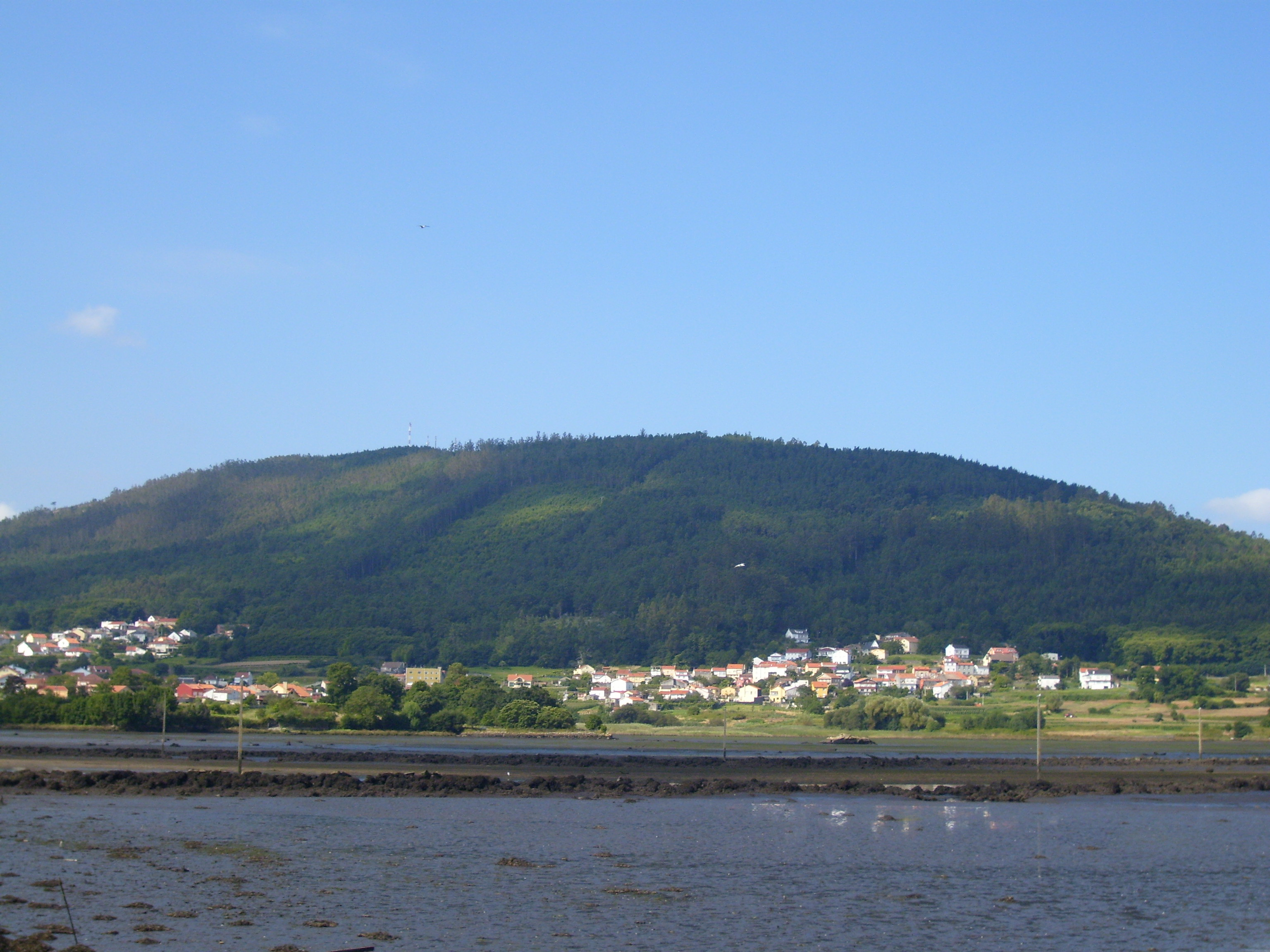
El San Lois (363m), visto desde el paseo marítimo de Noya. A pesar de no ser el monte más alto del municipio, El San Lois quizás sea el más conocido debido a sus vistas sobre la ría y sobre la Villa de Noya.

La primera, la zona litoral, no supera los 200 m, las altitudes oscilan entre el nivel del mar y los 100 m y es aquí donde se sitúan la práctica totalidad de los núcleos urbanos del municipio, la mayoría situados en la ensenada que forman en la desembocadura los ríos Tállara y Traba. Esta zona abarca la zona litoral de la parroquia de Boa, la parroquia del Obre, la villa de Noya, la parroquia de Santa Cristina, el norte y este de la parroquia de Argalo y la franja de la zona occidental de la parroquia de Roo, a lo largo del Tambre. Solo la parte más oriental da parroquia de Roo, el sur de la de Boa así como parte de la parroquia de Argalo presentan alturas más elevadas.
Esta área litoral se extiende hacia el interior aprovechando los valles de los ríos que desembocan en la ría. Se trata de una franja de territorio cuya anchura cubre la práctica totalidad del municipio solo frenada por el comienzo de la sierra del Barbanza al sur y la zona del Monte Costoira hacia el norte, en la parroquia de Roo. 
La segunda, la zona montañosa, se divide a su vez en dos zonas, la más montañosa situada en el Noreste del municipio, en la parte oriental de la parroquia de Roo. La parroquia de Roo es la más extensa de todas y una de las menos pobladas, debido precisamente a que la mayor parte de su superficie presenta unas pendientes mayores al 50%. La mayor parte de esta zona se sitúa por encima de los 300 m de altitud. La zona occidental de la parroquia se sitúa entre esta zona montañosa y el río Tambre lo que hace que en esta zona existan grandes pendientes debido al contraste existente. En esta zona montañosa se levanta el monte de A Costoira, que con sus 530 metros es el más alto del municipio. La ladera occidental del Pena de Ferro (529 m) también se extiende por esta zona montañosa pero la mayor parte de este monte, incluido su punto más alto, pertenece al municipio de Lousame.
La otra zona montañosa es la que se sitúa al suroeste del municipio, en la zona interior de la parroquia de Boa y el sur y oeste de la parroquia de Argalo. En esta zona comienza la sierra del Barbanza, de la cual solo un monte pertenece al municipio de Noya, el San Lois. El San Lois con sus 363 metros es posiblemente el monte más emblemático del municipio, desde él se aprecian unas espectaculares vista de la ría de Muros y Noya así como de toda la villa de Noya.

### Hidrografía

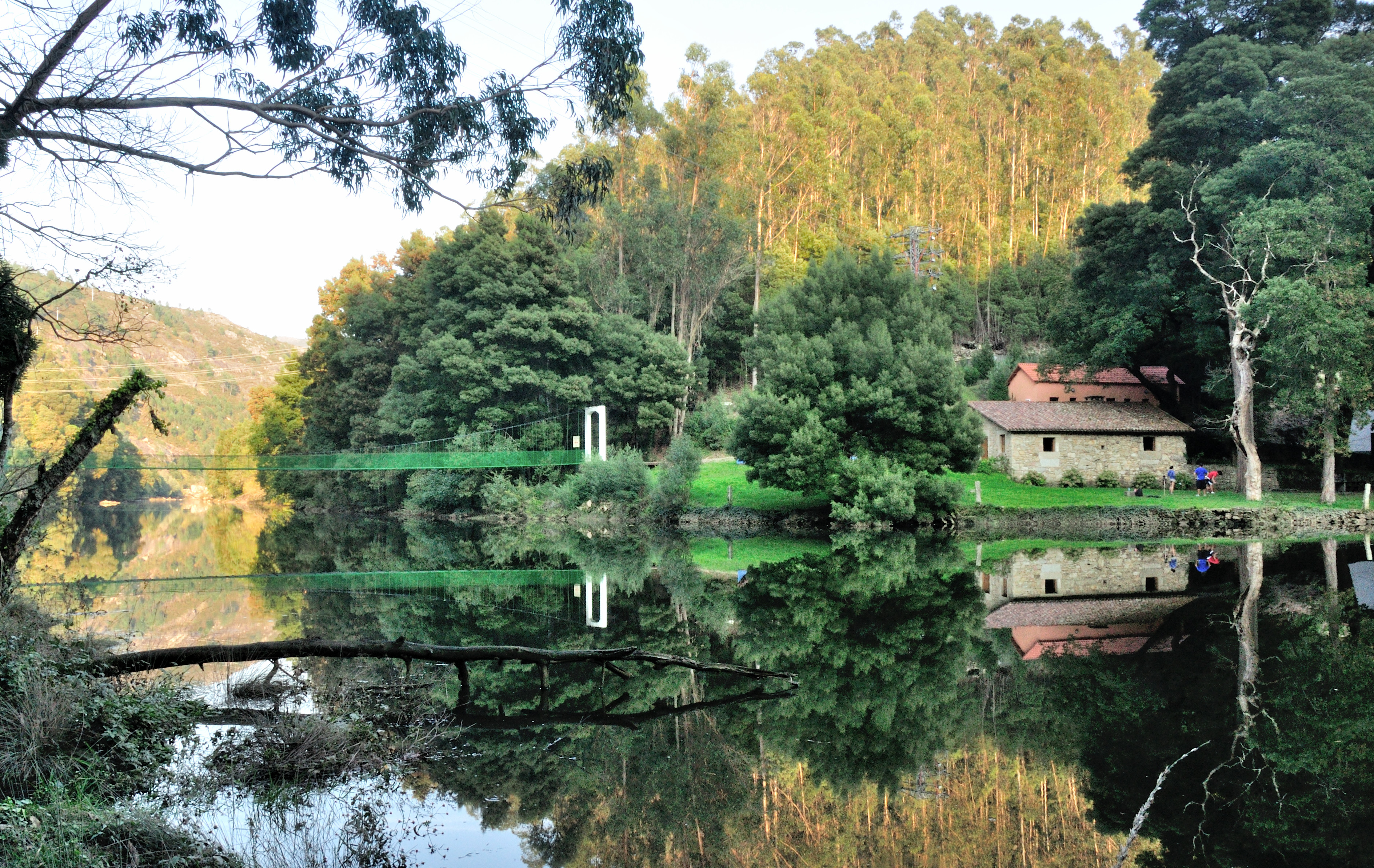
Río Tambre a su paso por Noya, con el puente colgante.

Los principales ríos que recorren el municipio nacen en municipios vecinos, y vienen a desembocar a la ría atravesando Noya. Existen dos cuencas principales, la del Tambre y la del Traba, ambas compartidas con los municipios limítrofes. Las cuencas de menor entidad son las formadas por el río Tállara, el Vilaboa y la cuenca que drena numerosos y pequeños riachuelos.
El río Tambre recorre las tierras de Noya en su tramo final, antes de desembocar en la ría, formando a partir de Ponte Nafonso, un amplio estuario. Este tramo del río es, además, el límite natural por el norte entre el municipio de Noya y su vecino Outes. El río Tambre nace en las inmediaciones de la sierra de Bocelo, donde varios riachuelos se unen y se remansan en el lago de Sobrado, lugar considerado como fuente del Tambre. Tras atravesar las comarcas de Mellid, Arzúa, Ordes, Santiago y La Barcala, llega a desembocar en la ría de Muros y Noya. Es a partir de Negreira donde el canal del río se hace más angosto, lo que provoca que discurra unos 300 m por debajo de las superficies circundantes.

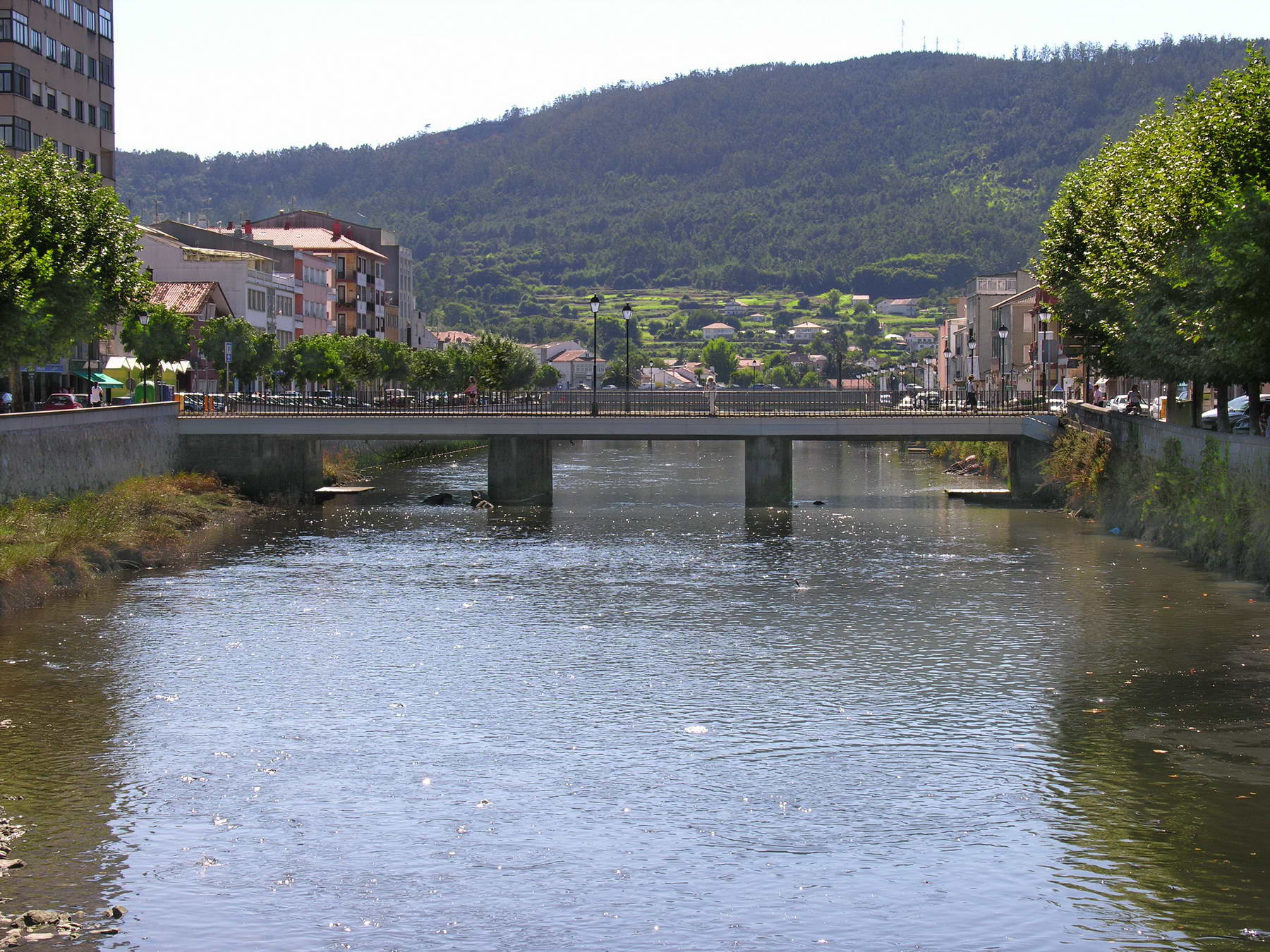
Río Traba, antes de desembocar en la ría.

El río Traba nace en Portobravo, poco antes de entrar en el municipio de Noya luego de la unión de tres ríos que nacen y discurren por Lousame, el río San Justo, el río de Vilacova y el río de la Mina (Rego da Pesqueira). El Traba entra en Noya por el este, y luego de atravesar el puente gótico que une ambos lados de la villa desemboca en la ría formando una marisma.
El río de Tállara nace en Moimenta (Boiro), atraviesa la parroquia del mismo nombre de norte a sur en Lousame, entra en Noya pasando por ponte de San Francisco y desemboca en la villa de Noya, en el mismo lugar que el río Traba y formando una marisma.
El río Vilaboa, también denominado río de Argalo por la parroquia que recorre. Nace en las inmediaciones del monte Iroite, en el Municipio de Lousame y desemboca en la ría, en la parroquia del Obre atravesando el lugar de A Chainza.
Además de estos, en el norte del municipio existen otros pequeños ríos que desembocan en el río Tambre. Estos ríos son: el Rego das Cunchas, que nace en el monte de San Marcos, Rego da Ronda, que nace en Lousame, Rego do Muíño y Rego do Souto.

### Clima
El municipio de Noya tiene un clima oceánico húmedo, como en toda la costa gallega; con abundantes lluvias durante todo el año (más en invierno y primavera) y unas temperaturas suaves, entre las que no hay grandes máximos ni mínimos entre el estío y la fase invernal.

### Naturaleza
Los alrededores de la localidad de Noya aglutinan, a poca distancia entre sí, una variedad de ecosistemas de montaña, costeros y fluviales; donde tienen su hábitat diversos tipos de aves.
Las explotaciones marisqueras de la ría están dedicadas a la extracción del berberecho que se da en las zonas arenosas que se forman por los aportes de sedimentos que arrastran los ríos que desembocan en ella. Noya posee varias playas, como la de Taramancos, extensa de blancas arenas, en donde se recogen los berberechos en su temporada de apertura de veda, desde finales de septiembre hasta marzo. Otras playas cercanas son las de Testal, Boa y Ons.
A orillas del río Tambre, bordeando la central hidroeléctrica, se extiende una zona de esparcimiento construida por Unión Fenosa, propietaria de los terrenos, que es frecuentado por los noyeses. Fuera de Noya, desde la cumbre del monte Iroite, se puede divisar la ría de Muros y Noya.

### Playas
La playa más grande del municipio es la playa de Testal, de un kilómetro y medio de longitud, destacando por su sistema de dunas de alto valor ecológico. Otra playa importante del municipio es la playa de Boa de 450 m de longitud, con aguas tranquilas y una pasarela de madera de paseo marítimo. Otras playas del municipio son la playa de Taramancos, continuación de la de Testal, con sistemas rocosos que la dividen en pequeñas calas, y la playa de Boa Pequena al lado de la playa de Boa.
En la parroquia de Santa Cristina, entre las localidades de La Barquiña y Barro, existe una pequeña playa en la cual no es recomendado el baño debido a la mala calidad de las aguas de esa parte de la ría.

## Historia

### Edad Media

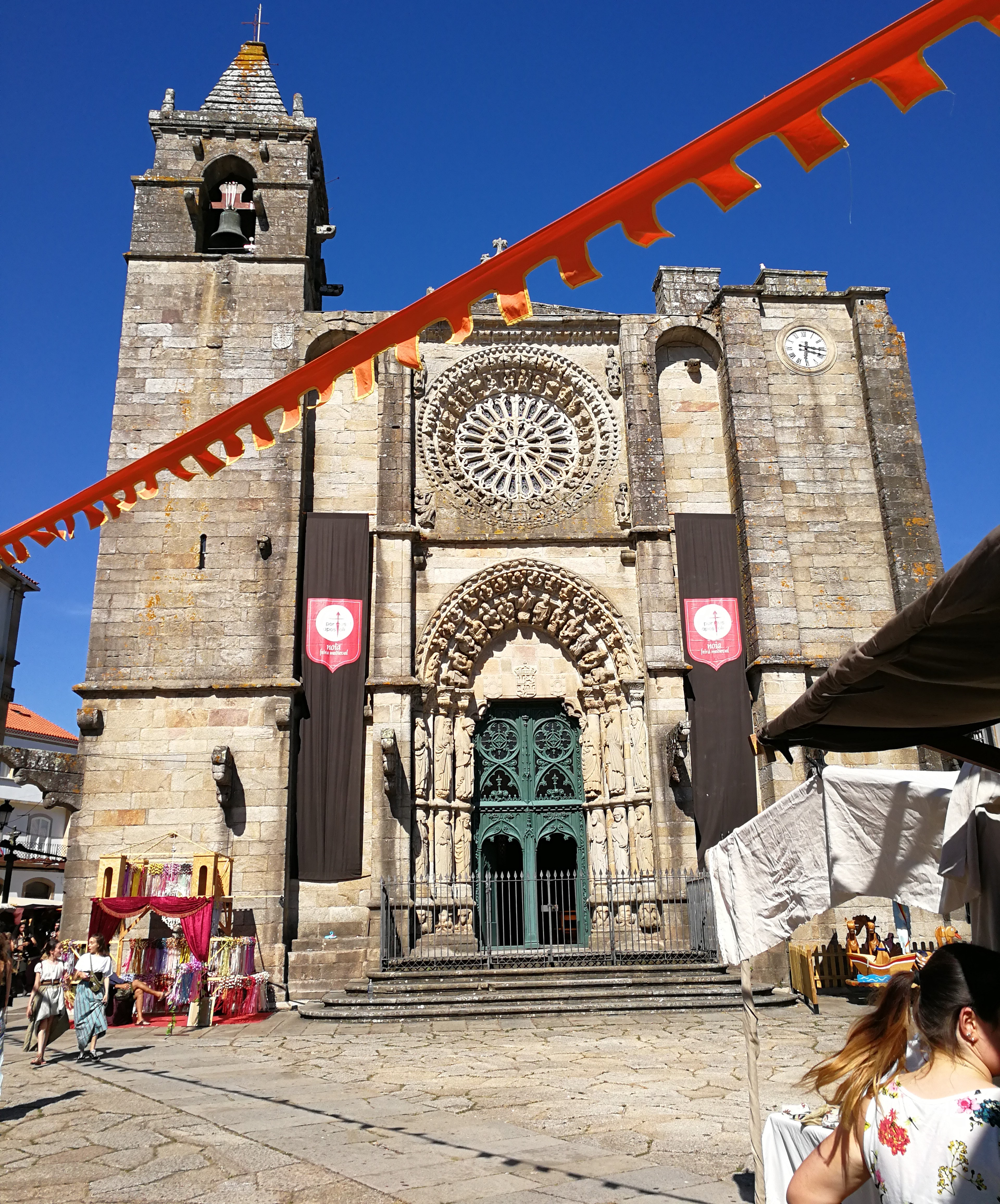
Iglesia de San Martín, situada en la plaza del Tapal.

Tras el Imperio romano, llegan los pueblos suevos, procedentes de Europa Central, con otros pueblos germánicos que se asientan en diferentes puntos de la península ibérica. En el siglo VI, el obispo San Martín de Braga creó las primeras parroquias en los antiguos asentamientos romanos y a cada parroquia le puso un santo patrón. Así, desde el siglo VI, nace el culto a San Bartolomé, que hoy es el patrón del pueblo, y al que se le rinde homenaje en las fiestas de verano.
Los bretones también vinieron a Noya para saquearla, arrasaron iglesias y raptaron a muchos jóvenes. En 1115 los piratas normandos se instalaron durante seis meses en A Creba —una pequeña isla que se encuentra en medio de la ría y desde la que se podía atacar y protegerse bien— y arrasaron durante ese periodo la comarca. Para evitar los saqueos, el rey Fernando II dispone que la villa sea emplazada en una zona más protegida de la ría, donde se juntan los ríos Tambre, Tállara y Traba. De este modo, el 9 de abril de 1168 se ubica en su emplazamiento actual la villa de Noya.
Mientras, la fama de Santiago crecía en todo el mundo como punto de peregrinación cristiana. La villa de Noya también participó por su proximidad a Santiago y hacía las veces de "puerto de Santiago de Compostela". A principios del siglo XIV Rui Soga de Lobeira es el señor de Noya viviendo en el castillo del Tapal. El pueblo noyés ayuda al arzobispo Berenguel de Landoria en la lucha que este tenía con los burgueses compostelanos y se premia a la villa con una muralla de piedra de 6 m de alto y con una iglesia extramuros, la iglesia de Santa María a Nova. Se creó un hospital para enfermos y peregrinos y un lazareto para los leprosos. En esos años Noya se convierte en un puerto comercial importante.
Los Churruchaos, una familia santiaguesa noble, decapitan finalmente a Rui Soga por darle su ayuda al arzobispo Berenguel. 
A mediados del siglo XIV los primeros irmandiños quemaron la fortaleza del Tapal.

### Edad Moderna

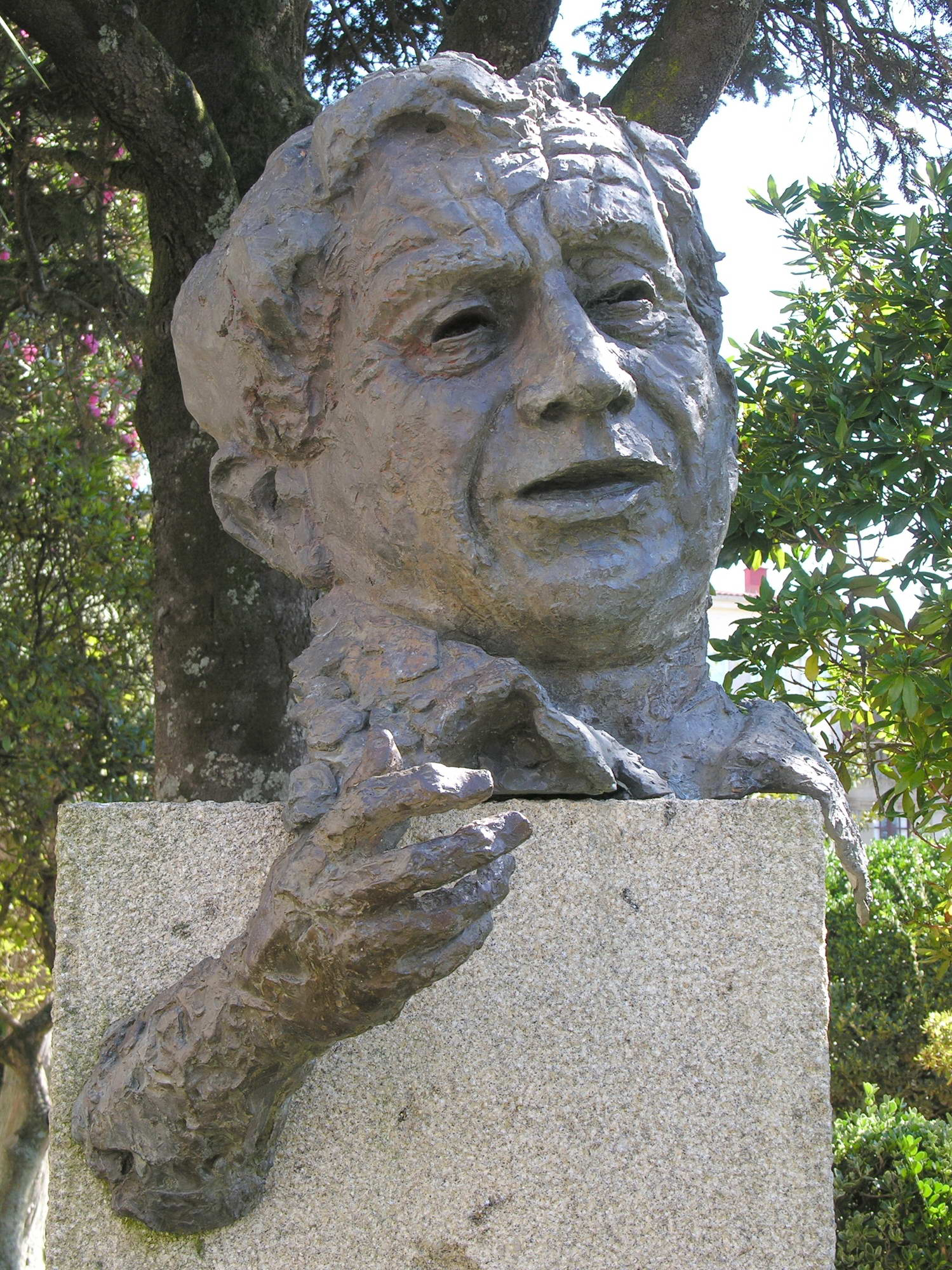
Busto de Antón Avilés Vinagre, conocido como Antón Avilés de Taramancos.

En 1467 Rodrigo de Mendoza fundó el hospital de dentro, que más tarde pasó a ser la Casa de la Gramática. De sus aulas salió Antón Varela (Antón de Noya) que acompañaría a Fernando de Magallanes en su primer viaje alrededor del mundo como grumete. Murió en la isla de Mactán, Filipinas, el 27 de abril de 1521. En 1316 tuvo asentamiento en Noya una comunidad franciscana que construyó en 1522 un convento en Agra das Viñas, con el apoyo de la familia Caamaño. Cuenta con un notable claustro que hoy forma parte de la casa Consistorial.
Otro ilustre viajero noyés fue Basilio Villarino, un piloto de A Torriña que recorrió la Patagonia. Finalmente, tras varios años de descubrimientos, murió a manos de unos indígenas.
Pasada la Edad Media, las murallas fueron derribadas y en los exteriores se construyeron diversas edificaciones, como la iglesia de San Francisco, y se levantaron otros símbolos, como el busto a Felipe de Castro. En la actualidad, el casco urbano está situado en los alrededores de la Alameda (que es la plaza más céntrica del pueblo).
En arte, el escultor José Ferreiro (1738-1830), llenó de arte algunas iglesias de Galicia, así como la casa del Ayuntamiento de Santiago, en la plaza del Obradoiro. El estilo neoclásico quedó reflejado en el busto de Felipe de Castro, situado en la Alameda, en los parques del mismo nombre. Con el siglo XIX también llegó la invasión francesa, pero una cuadrilla de 700 guerrilleros reunidos en el campo de la feria los expulsó de la villa.

### Edad Contemporánea
En esta época los industriales catalanes se asentaron en Galicia con fábricas de salazón, sobre todo de sardinas, por el menor coste en su producción. Creció mucho el mercado de curtido de pieles, ya que los zapateros las necesitaban para trabajar. Noya fue muy conocida por tener un gran número de zapaterías, algunas de bastante calidad.
También se construyeron diversos edificios emblemáticos, como el Casino (1928), casas Varela y Caamaño, teatro "Coliseo Noela" (1921) o la Agrupación Artístico-Musical noyesa Carnaval (Actual Sociedad Liceo de Noya) en 1928, año en el que también se crea el Club de fútbol de Noya.
Más tarde, durante la Guerra Civil, numerosos noyeses se marcharon en barco desde Muros, llegando a América o a Suiza. Después de la dictadura, numerosos edificios emblemáticos como la actual caja de ahorros o la farmacia Baltar fueron destruidos, por ser considerados republicanos.
En el apartado cultural, dos noyeses fueron premiados con el Día de las Letras Gallegas: en 2003 se le dedicó a Antón Avilés de Taramancos, y con tal motivo se le dedicó un busto frente la casa del Ayuntamiento, igual que a María Mariño en 2007.
En 1973 se construye la central eléctrica, denominada Tambre II, diseñada por Antonio Palacios y situada en la parroquia de Roo.

## Geografía humana

### Demografía
La población de Noya es de 14 092 habitantes (INE 2024).
| Gráfica de evolución demográfica de Noia entre 1842 y 2021 |
| |
| Población de derecho según los censos de población del INE Población de hecho según los censos de población del INEEn estos censos se denominaba Noya: 1842, 1857, 1860, 1877, 1887, 1897, 1900, 1910, 1920, 1930, 1940, 1950, 1960, 1970, 1981 y 1991 |

### Villa
Es la localidad más poblada del municipio, en 2020 tenía 8404 habitantes (4018 hombres y 4386 mujeres). En ese mismo año la villa suponía el 58,88% de la población del municipio y el 25% de la población de la comarca. Desde el año 2000 su población se ha incrementado un 15,87%.
| Gráfica de evolución demográfica de Noya (Villa) entre 2000 y 2021 |
|                                                                    |
| Población de derecho según el padrón municipal del INE             |

## Alcaldes y elecciones locales

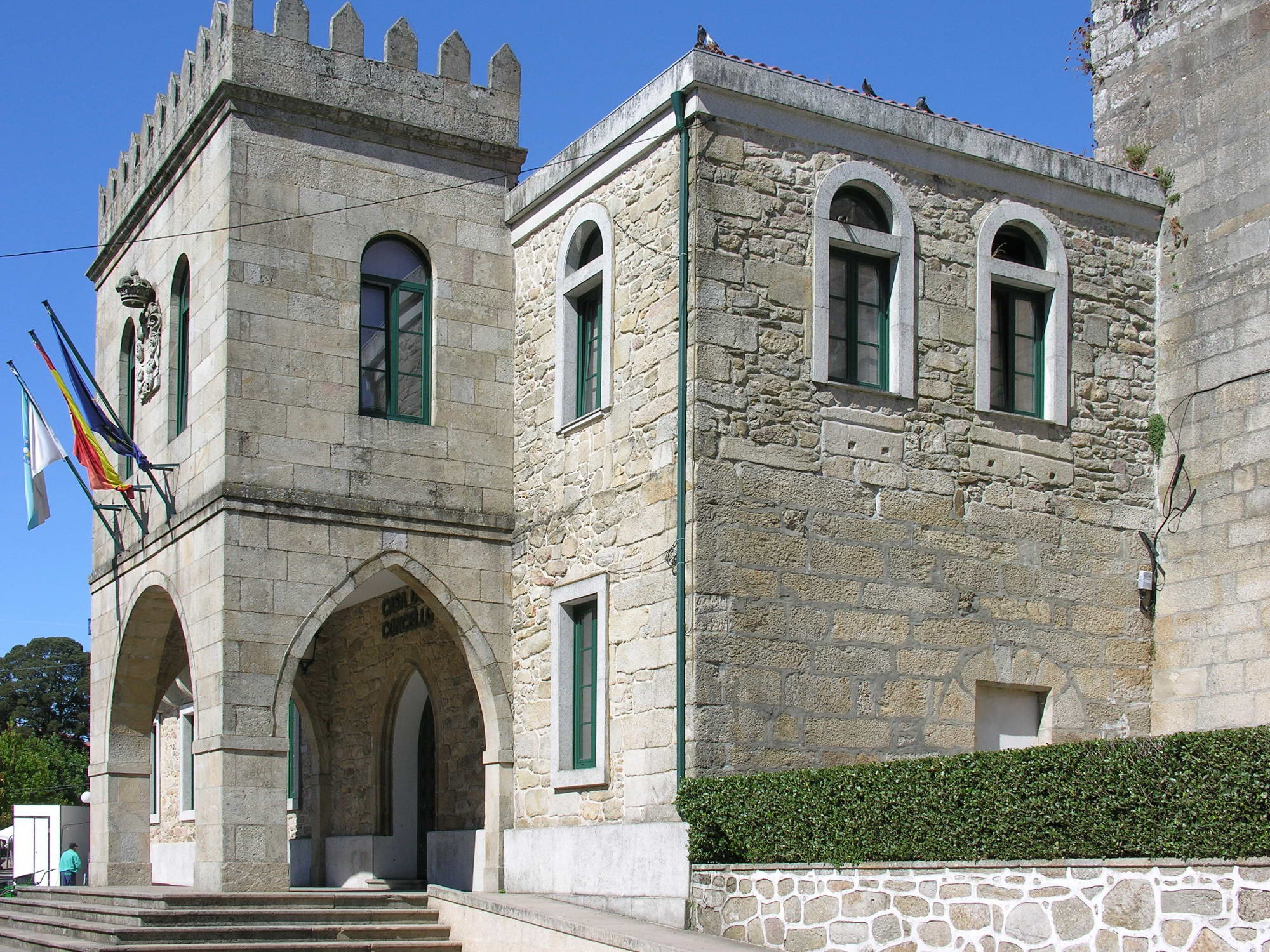
Ayuntamiento de Noya.

Germán Vidal Barreiro fue el primer alcalde elegido democráticamente en Noya, en 1931, con la proclamación de la República. Fue alcalde del municipio hasta 1936. Durante el franquismo los alcaldes eran designados por el gobierno. Finalizado el Franquismo y restaurada la democracia en España, han sido elegidos los siguientes alcaldes:
| Periodo   | Nombre                                                                                      | Partido       |
| --------- | ------------------------------------------------------------------------------------------- | ------------- |
| 1979-1983 | Jesús Díaz Fornas                                                                           | PSdeG-PSOE    |
| 1983-1987 | Jesús Díaz Fornas                                                                           | PSdeG-PSOE    |
| 1987-1991 | Pastor Alonso Paz                                                                           | BNG           |
| 1991-1995 | Pastor Alonso Paz (hasta junio de 1992) Bieito González Domínguez (desde junio de 1992)     | BNG/AG AG/CIN |
| 1995-1999 | María del Carmen Abeijón García                                                             | PP            |
| 1999-2003 | Rafael García Guerrero                                                                      | PSdeG-PSOE    |
| 2003-2007 | Antonio Pérez Ínsua                                                                         | PP            |
| 2007-2011 | Rafael García Guerrero                                                                      | PSdeG-PSOE    |
| 2011-2015 | Rafael García Guerrero                                                                      | PSdeG-PSOE    |
| 2015-2019 | Miguel Paz Barreiro (hasta febrero de 2016) Santiago Freire Abeijón (desde febrero de 2016) | PSdeG-PSOE PP |
| 2019-2023 | Santiago Freire Abeijón                                                                     | PP            |
| 2023-act. | Santiago Freire Abeijón                                                                     | PP            |

| Elecciones municipales, 27 de mayo de 2007 |       |         |            |
| Partido                                    | Votos | %       | Concejales |
| PSOE                                       | 3.035 | 32,22 % | 6          |
| PP                                         | 4.138 | 43,93 % | 8          |
| BNG                                        | 1.780 | 18,09 % | 3          |
| CIDEGA                                     | 157   | 1,67 %  | 0          |
| TEGA                                       | 156   | 1,66 %  | 0          |

- Alcalde electo: Rafael García Guerrero (PSdeG-PSOE) en coalición con el BNG hasta marzo de 2009.
- Votantes: 9495
- Abstención: 32,28%

| Elecciones municipales, 22 de mayo de 2011 |       |         |            |
| Partido                                    | Votos | %       | Concejales |
| PSOE                                       | 2.860 | 32,63 % | 6          |
| PP                                         | 3.667 | 41,83 % | 7          |
| BNG                                        | 991   | 11,31 % | 2          |
| NO.I.A                                     | 986   | 11,25 % | 2          |
| PGA                                        | 51    | 0,58 %  | 0          |

- Alcalde electo: Rafael García Guerrero (PSdeG-PSOE) en coalición con BNG y NO.I.A
- Votantes: 8938
- Abstención: 28,59 %

| Elecciones municipales, 25 de mayo de 2015 |       |         |            |
| Partido                                    | Votos | %       | Concejales |
| PSOE                                       | 1.808 | 25,46 % | 4          |
| PP                                         | 3.424 | 42,60 % | 8          |
| BNG                                        | 631   | 7,89 %  | 1          |
| NO.I.A                                     | 835   | 10,44 % | 2          |
| Marea Cidadá de Noia                       | 1172  | 14,65 % | 2          |

- Alcalde electo (2015-2016): Miguel Paz Barreiro (PSdeG-PSOE) en coalición con NO.I.A., y con el apoyo de Marea Cidadá de Noia y BNG.
- Alcalde electo (2016): Santiago Freire (PP) en coalición con NO.I.A., luego de la moción de censura del 17 de febrero.
- Votantes: 8169
- Abstención: 33,46 %

- Alcalde electo (2025): Francisco Pérez Caamaño (PSOE) en coalición con BNG, Marea Cidadá y el edil no adscrito Luis Alamancos., tras la moción de censura del 11 de agosto.

El número de escaños en Noya es de 17, y la mayoría absoluta son 9 escaños.

## Parroquias
Parroquias que forman parte del municipio:
- Argalo (Santa María).
- Barro (Santa Cristina).
- Boa (San Pedro).
- Obre (Santa Marina).
- Roo (Santa María).

## Localidades

Mapa de la península del Barbanza y la zona norte de la ría de Muros y Noya, en color los municipios de la comarca de Noya con todas sus localidades, que figuran en el INE y en los respectivos Planes generales de ordenación municipal. Noya en rosa.

Noya agrupa 106 núcleos de población según el nomenclátor del INE y del IGE (2014), pero 104 según el propio municipio de Noya, como así figura en el PGOM de 2013, de los cuales la Villa de Noya sería el único núcleo urbano, y los 103 restantes núcleos rurales o, más concretamente, aldeas y parroquias.
Varios núcleos que figuran en el INE no fueron localizados por el estudio del PGOM en el municipio, además este último incluye varios núcleos claramente diferenciados que no figuran en el INE, lo cual se puede deducir en un error por parte del INE. Varios de estos lugares que no figuran en el INE, y que si incluye el PGOM, figuran en el IGE como lugares pero como no figuran en el INE carecen de datos de población. El INE por otra parte, incluye dos veces la aldea de Argote por estar entre dos parroquias, error corregido en el PGOM.
Las localidades del municipio pueden agruparse en tres tipos: el núcleo urbano, las localidades periurbanos semirrurales que rodean la villa y los núcleos completamente rurales alejados de las vías principales y de la villa.
Las localidades que rodean la Villa en las parroquias del Obre y Santa Cristina son núcleos de origen rural que se han expandido considerablemente en los últimos años, abandonando su extensión del núcleo tradicional. Al haberse expandido en un territorio tan reducido, actualmente estas localidades no pueden extenderse más ya que se enlazan unas con otras, de forma que resulta difícil establecer los límites entre una aldea y otra. Actualmente estos núcleos son considerados diferentes del resto de localidades rurales del municipio debido a sus vínculos funcionales con la villa.
Todas las localidades de la parroquia del Obre, así como Barro, O Cruceiro de Barro, Santa Cristina, Xilvir, Barquiña, Eiroa, Telleiro, Carracido, Orro, Ponte, Manle, A Rasa de Arriba, A Rasa de Abaixo, Vista alegre, Vista Fermosa, A Ponte de Traba, Couto de Arriba, Couto de Abaixo, Loureiro y San Breixo pertenecen a esta área que rodea la villa. Debido a su crecimiento en los últimos años, estas localidades periurbanas tienen ciertas características de núcleo urbano, pero son considerados núcleos rurales, pues carecen de la complejidad y el substrato físico propio de los núcleos urbanos.
Las localidades de la parroquia de Roo, y la mayor parte de las de Argalo, son aldeas que conservan su extensión del núcleo tradicional, no se han expandido como las otras y además pierden población. Estas localidades están alejadas de las vías principales y se sitúan en la ladera de los montes del municipio, a una mayor altitud que los demás. 

### Villa de Noya

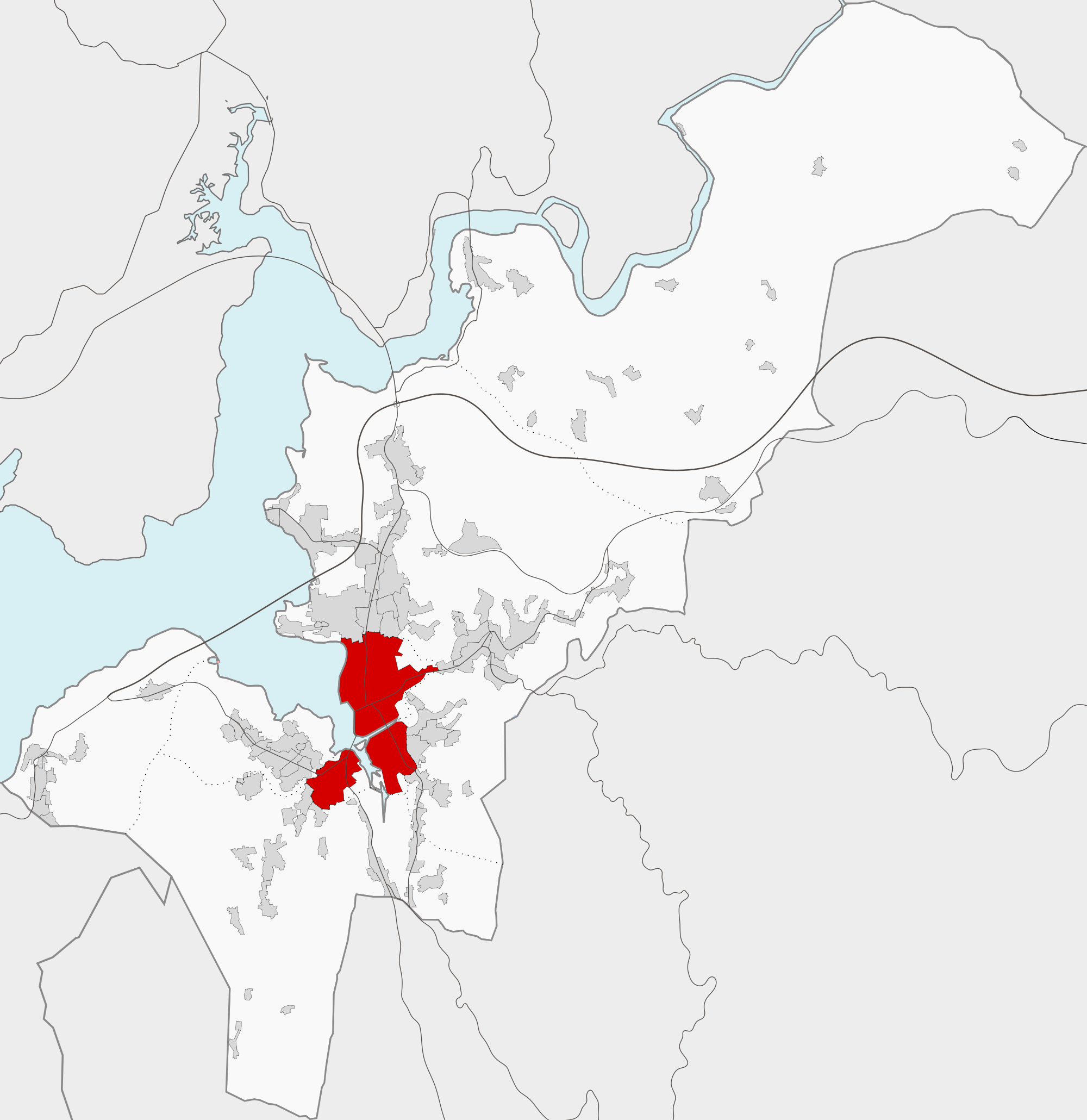
Ubicación y extensión de la Villa de Noya (Rojo) en el municipio de Noya.

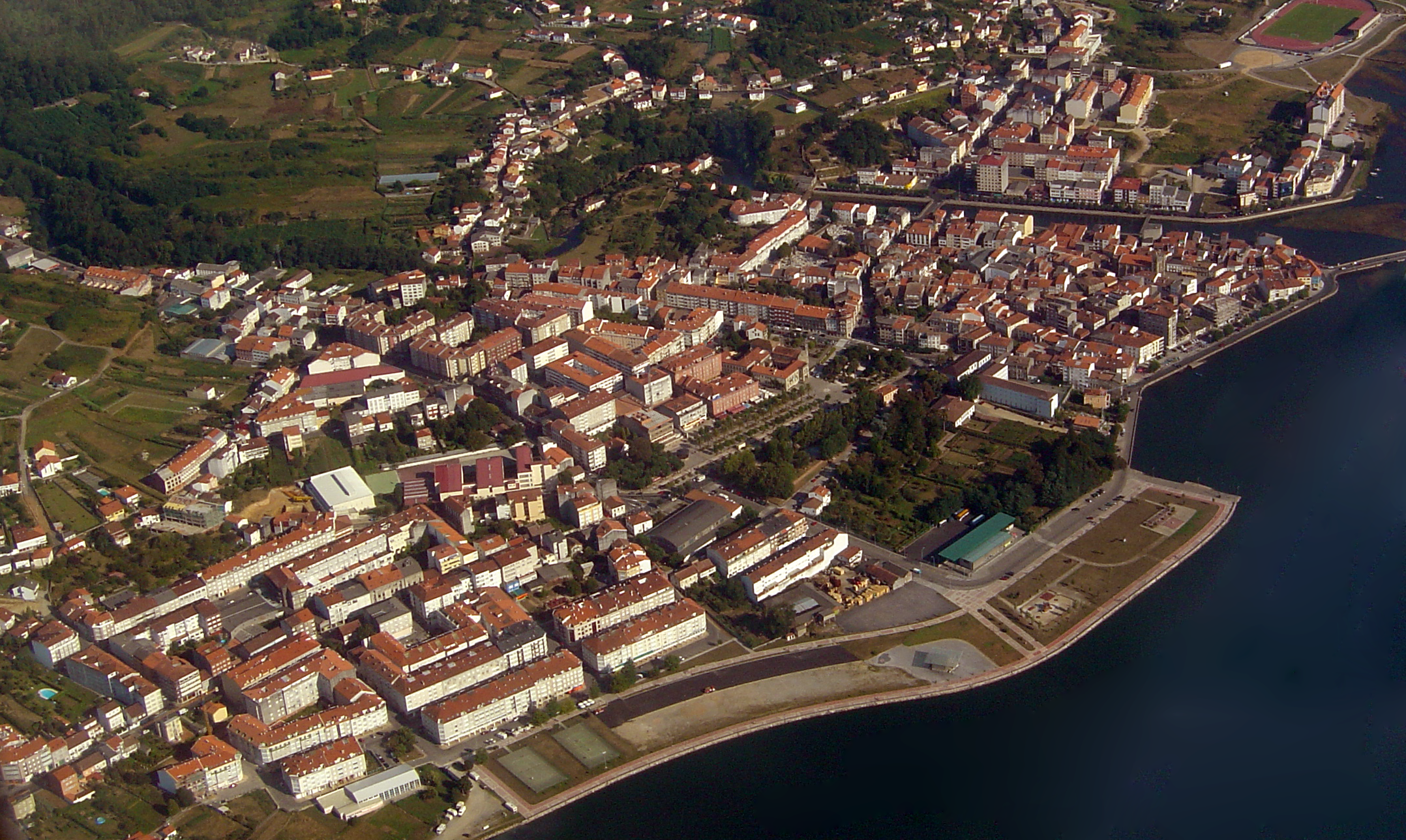
La Villa de Noya.

La villa de Noya es la cabecera del municipio y su localidad principal. Está situada en el centro del municipio de Noya, en la ensenada que forman los Ríos Traba y Tállara al desembocar en la Ría de Muros y Noya. No pertenece a ninguna parroquia, aunque antiguamente conformaba la parroquia de San Martín de Noya.
Es la razón de la existencia del municipio. En ella se concentra la mayor parte de la actividad municipal y alberga la casa consistorial, la alameda, el casco histórico, el paseo marítimo, los institutos de Secundaria y Bachiller de San Alberto y Virxe do Mar, la iglesia de Santa María a Nova o la iglesia de San Martín. En la villa se celebran las festividades de San Marcos, la Feria Medieval en el casco viejo, o la fiesta patronal en honor de san Bartolomé.
Noya es un núcleo urbano, el más grande y poblado de toda la comarca, seguido de la villa de Puerto del Son, la sierra de Outes y Portosín. Tiene una población de 8404 habitantes (4018 hombres y 4386 mujeres) según el INE.

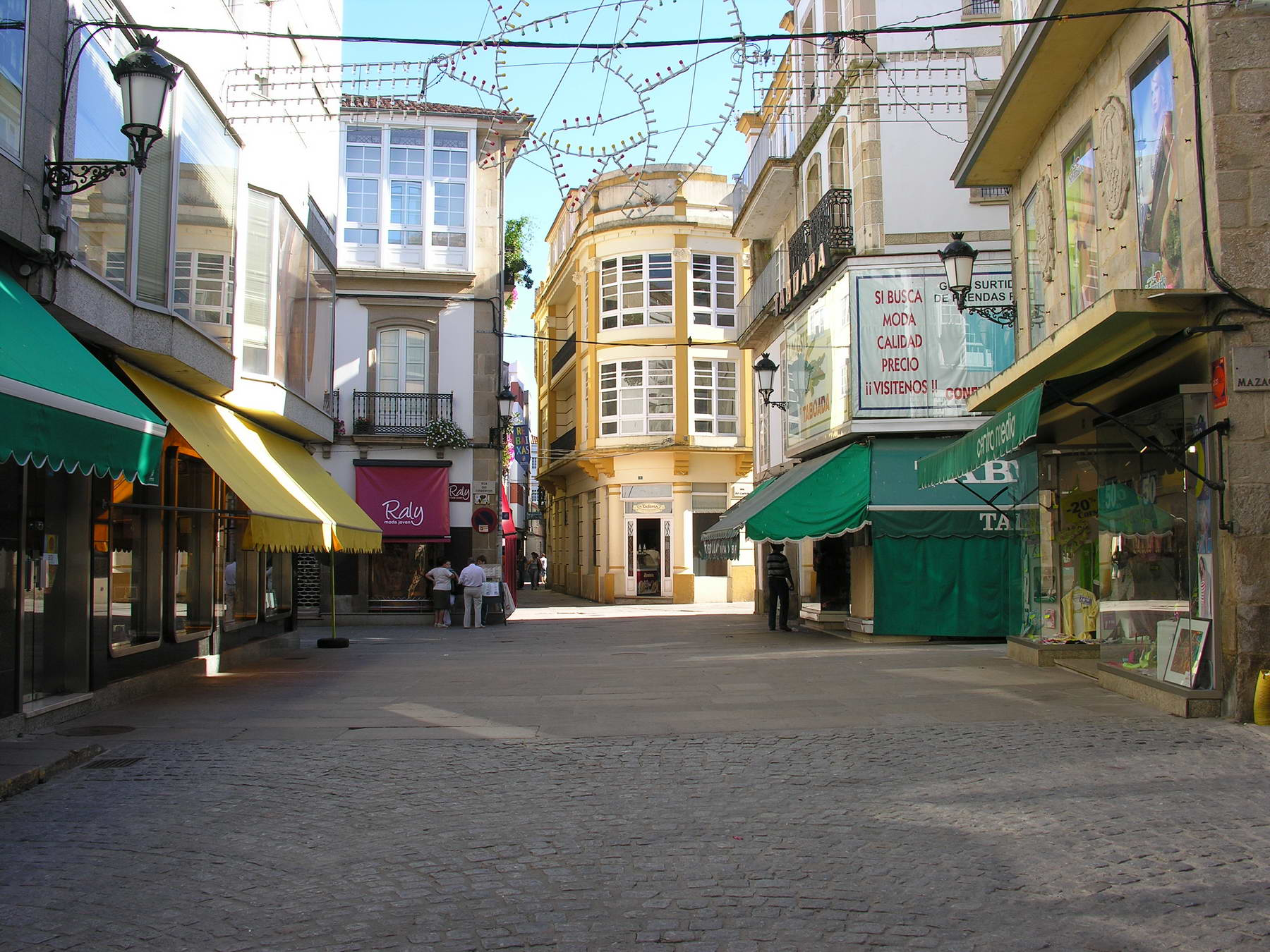
Calle del casco histórico.

Fue fundada en el año 1168, aunque ya existía una pequeña villa más antigua con el mismo nombre cerca de la actual aldea de A Barquiña. Hasta finales del siglo XIX, la villa ocupaba la zona norte del río Traba compactada dentro de sus murallas, pero en el siglo XX, especialmente en la segunda mitad, la villa comenzó a expandirse. 
Actualmente la villa se subdivide en los siguientes barrios o zonas:  

#### Casco Viejo

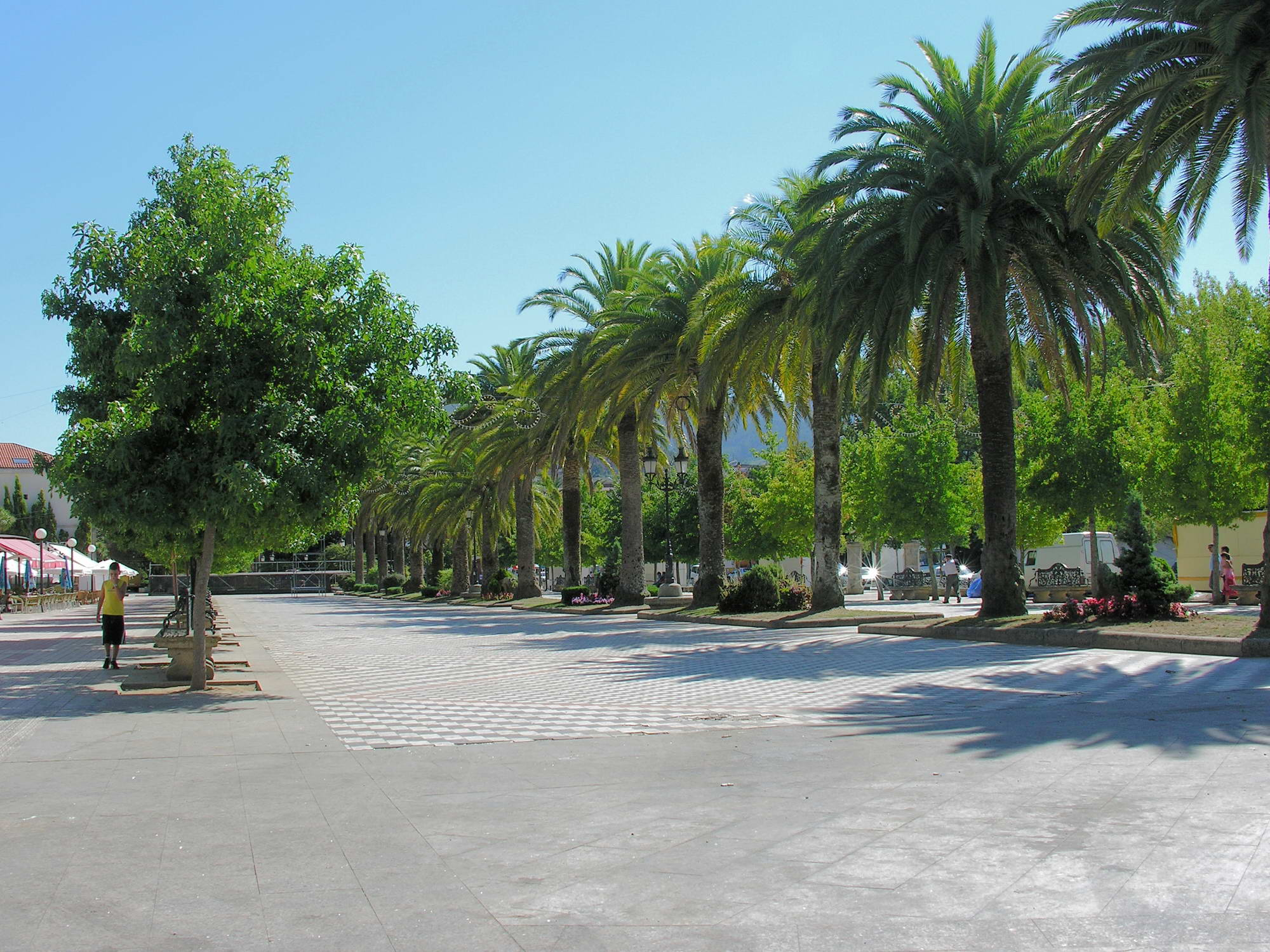
Alameda de Noya.

El casco histórico o zona vieja, de origen medieval, es fácilmente diferenciable por el límite natural del mar y el río Traba, además de las vías que la rodean, sobre las cuales se levantaba antiguamente un muralla. Muchas de las construcciones de esta zona son claramente diferentes a las del resto de municipio por su arquitectura tradicional. Además de esta zona, también se considera casco histórico la expansión exterior hacia el este, que corresponde a la iglesia de Santa María Nova y toda la zona que la rodea. La alameda, la casa consistorial y la iglesia adjunta a esta también pueden considerarse parte del casco histórico aunque son mucho más recientes que la zona que estaba amurallada.

#### El Calvario
El Calvario es la expansión de la villa hacia el norte, rodeando la alameda y a lo largo de las dos vías de acceso a la villa desde Santiago y Muros. La densidad edificatoria es elevada, superando la cifra de 150 viviendas por hectárea. Existe una estrecha relación entre esta zona y la zona del casco histórico, siendo la alameda un espacio común de los dos distritos. En esta zona está también la estación de autobuses o los dos institutos del municipio.

#### Labarta
Labarta es la expansión de la villa desde el muelle marqués hacia el norte, desde el mar hasta el Calvario. Se edificó en los años 90 a lo largo del paseo marítimo construido en 1997.

#### San Lázaro
San Lázaro es la expansión de la villa hacia el otro lado del río Traba, reconocible por sus calles diagonales vertebradas por una avenida, prolongación del puente de San Lázaro y de la calle Escultor Ferreiro, sobre la que se levantaba la muralla. Esta zona anteriormente era considerada un terreno insalubre a la que eran trasladados los enfermos. En 1943, una vez construido el puente de San Lázaro se aprueba un proyecto de urbanización en la zona. El proyecto inicial tenía previsto una ciudad jardín con una gran plaza al final del puente. Finalmente en los años sesenta muchos propietarios que adquirieron parcelas en puja pública incumplieron las obligaciones estipuladas y se comenzaron a construir bloques de edificios de altura, desvaneciéndose el plan inicial. La mayor parte de las calles de San Lázaro tienen el nombre de países americanos.

#### Campo de Noya
El Campo de Noya está situado al otro lado del río de Tállara y corresponde a una expansión de la villa hacia el otro lado del puente de Noya. La zona del Campo de Noya, ya poblada antiguamente, se prepara como una zona para la expansión de la villa en 1893. 

#### Bergondo
Bergondo es la continuación del Campo de Noya hasta llegar a las parroquias de Obre y Argalo. Fue edificada a lo largo de las dos últimas décadas del siglo XX.

#### Otros Topónimos
Además existen una serie de lugares localizados en cartografías oficiales que ya no figuran en el INE, pues fueron absorbidas por la Villa y en la actualidad corresponden a calles de algunos de los barrios anteriores. Estos son A Casa Alta, A Chabola, O Sameiro, O Monte do Bolo, O Outonil, A Calzada y A Carcasía.

### Todas las entidades de población
| # | Parroquia | Entidades de población (lugares) | Superficie (km²) | Población (2017) (hab) |
| - | --------- | --- | ---------------- | ---------------------- |
| 1 | Noya      | Villa de Noya | 1,4              | 8250                   |
| 2 | Argalo    | Balbargos • A Baia • Becollo • Beiro • O Canabal • Devesa • Entrerríos • Figueira • Argalo (Igrexa) • Mosteiro • O Páramo • Piñeiro • Ponte de San Francisco • Sobreviñas • Sueiro • O Torno • Vilaboa • A Pena do Ouro • A Ponte de Argalo • Argote*. | 5,5              | 857                    |
| 3 | Barro     | Abruñeiras • Alvariza • Augalevada • A Barquiña • Barro • Campo de Lamas • Carracido • Corral do Orro • A Costaneira • Couto de Abaixo • Couto de Arriba • Cruceiro da Barquiña • Cruceiro de Barro • Cruceiro do río • Devesa do Marqués • Eiroa • A Fialla • O Loureiro • A Loxe • Manle • Orro • Ousoño • Os Pazos • A Perouta • O Piñeiro • O Pirillueiro • Ponte • Ponte de Traba • A Praga • Rasa de abaixo • Rasa de arriba • Río do porto • Sabardes • San Breixo • A Igrexa • O Telleiro • A Torriña • A Toxeira • Vilanova • Vilar de Ousoño • Vilarbello • Vista Alegre • Vista Fermosa • Xilvir • Argote*. | 9,9              | 3637                   |
| 4 | Boa       | Antelo • Boa • O Cabalo • Carreira • Corredoira • Devesa • Meruso • Redondelo • O Ríal • O Sino • Taramancos • Vilar. | 2,5              | 406                    |
| 5 | Obre      | Cabrúns • Carreira • A Chainza • O Feal • Fonte Pernal • Maroñas • Miraflores • Negral • O Obre (A Igrexa) • Obre de Abaixo • Pereiro de abaixo • Pereiro de arriba • A Portela • Rego das Hortas. | 1,6              | 690                    |
| 6 | Roo       | Agrelo • Boña • O Castro • Liñaio • O Mato • Mirou • Muíño • Nimo • Paradela • Pastoriza • Pontenafonso • Roo (A Igrexa) • Roo de Abaixo • San Paio • Tambre • Vilafabeiro • Vilardante • Vilaverde. | 16,3             | 455                    |

(*) Asentamiento entre dos o más parroquias.
La aldea de Xei, en la ribera del río Traba, fue excluida pues ha quedado deshabitada y en la actualidad está en ruinas. Ya no figura ni en el INE ni en el PXOM. La aldea, que pertenecía a la parroquia de Santa Cristina, fue abandonada en los años 1970 y aún hoy en día son reconocibles cerca de 6 construcciones.

#### Variaciones entre INE y PGOM
Existen una serie de asentamientos que han sido incluidos en el PGOM pero no figuran en el INE. Son núcleos claramente diferenciados y bastante reconocibles pero carecen de datos oficiales de población. Estos asentamientos son: A Pena do Ouro, A Ponte de Argalo, Río do Porto, Catro Camiños y O Páramo.
De la misma manera, las siguientes entidades de población figuran en el INE como localidades de Noya, pero han sido excluidos del PGOM por las siguientes razones:
- Tambre fue excluido del PGOM debido a que se refiere a un lugar en el que solo hay una central eléctrica, pero no hay casas ni habitantes.
- A Torriña, ya que corresponde con el distrito urbano de la zona industrial.
- O Cabalo, en la parroquia de Boa, no fue localizado en el municipio y no figura en el PGOM ni en los planos, pero esta localidad sí figura en el municipio de Porto do Son, justo en la frontera con Noya (donde se sitúa la parroquia de Boa). Esta localidad también se conoce con el nombre de Telleira y figura en el PGOM de Puerto del Son, pero no el nomenclátor del INE, por lo que quizás se trate de un error por parte del INE.
- Argote figura dos veces en el INE: esto se debe a que una parte de esta aldea está en la parroquia de Argalo y la otra parte está en la de Barro, pero es un único núcleo, razón por la que en el PGOM figura una sola vez como una sola entidad de población.

## Economía

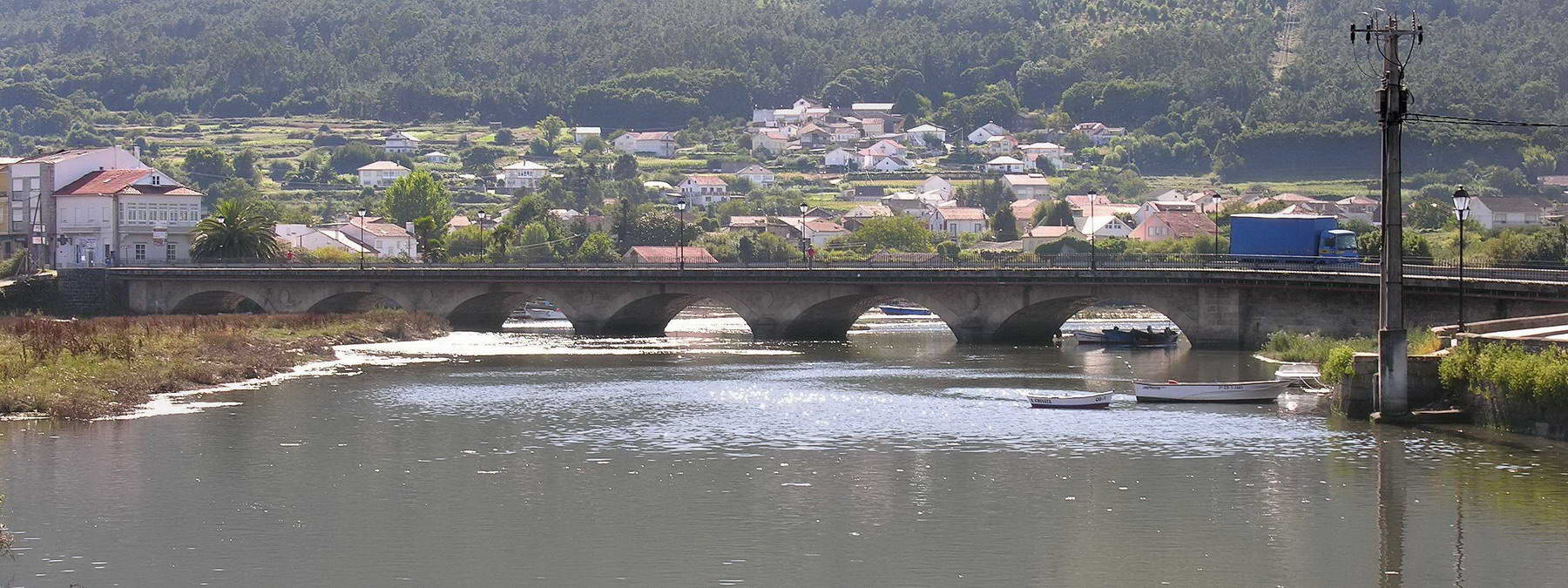
Puente de Noya.

El motor económico de la villa noyesa está centrado en dos sectores: el sector servicios y el sector primario. Principalmente, en el sector servicios destaca el comercio, ya que Noya es un pueblo de tradición comercial: antiguamente a Noya se le conocía por la calidad de sus pieles y sus zapatos.
En el sector primario la actividad económica por excelencia es el marisqueo, del cual viven numerosas familias. Esta actividad se concentra en el puerto de Testal, situado junto a la playa del mismo nombre, donde se encuentran varios bancos marisqueros. Los principales bivalvos que se capturan en la ría son el berberecho y la almeja, tanto la fina como la babosa.
A pesar de la creciente importancia que el turismo está teniendo en los últimos años, este sector aún no monopoliza la economía de la localidad. No obstante, existen diversos establecimientos hoteleros dispersos por la villa, así como numerosos bares y restaurantes.

## Patrimonio
- Dolmen A Cova da Moura, en Argalo.
- Iglesia de Santa María a Nova, en Noya, Bien de Interés Cultural.[23]
- Iglesia de San Martín de Noya, en Noya, Bien de Interés Cultural.[24]

## Deporte y cultura

### Fiestas
En Noya se celebran numerosas fiestas, siendo las más populares las fiestas de la villa: la feria caballar de San Marcos y las fiestas patronales de San Bartolomé.
- 25 de abril (se prolonga tres o cuatro días) - Feria caballar de San Marcos. Destaca la feria de ganado y la de maquinaria agrícola.
- 22 de mayo: fiestas de Santa Rita en Santa María de Argalo.
- Primer fin de semana de julio: fiestas de San Pedro de Boa.
- 16 de julio - Nuestra Señora del Carmen, patrona de los marineros. Destaca la procesión.
- 18 de julio (se prolonga 3 o 4 días): fiestas del Obre.
- 3.er fin de semana de julio - Feria medieval. Ambientación medieval en el casco medieval de la ciudad.
- 25 de julio: fiestas de Santa Cristina de Barro, que duran del 24 al 28 de julio.
- Último fin de semana de julio: fiestas da Rasa (Santa Cristina de Barro).
- 15 de agosto: romería de San Lois en Boa, de Santa María de Roo y de Santa María de Argalo.
- 24 de agosto (se prolonga 5 o 6 días): fiesta de gran afluencia en honor de San Bartolomé. Destacan las verbenas, los conciertos y el espectáculo pirotécnico. Contiene la Fiesta de la empanada, que se celebra el último domingo de agosto.

### Deporte
Noya cuenta con actividad deportiva en el fútbol sala, donde tiene un equipo en la primera división de la LNFS, el Noia Fútbol Sala. El club posee escuelas deportivas, de biberón hasta juvenil. Además posee un segundo equipo, el Noia FS B, en la liga provincial.  Además del fútbol sala en la villa noyesa también se practican otros deportes, el que destaca tradicionalmente es el Fútbol 11, que lo avala una gran historia, incluso llegando a participar en la tercera división gallega. En la actualidad este conjunto se encuentra en Preferente, cuenta con además con varios filiales.
El baloncesto que cuenta ya con más de veinticinco años de historia juega en la actualidad un papel importantísimo en la villa noyesa, contando con catorce equipos inscritos en la federación gallega de baloncesto. De esta manera el club cuenta con una escuela de baloncesto, donde se aglutinan las categorías premi y mini, pasando por las categorías alevín, infantil, cadete y júnior (tanto en masculino como en femenino). Entre los hitos de las categorías inferiores del club cabe destacar la consecución de la copa Galicia cadete (2000) e infantil (2009), así como diferentes participaciones en ligas gallegas tanto masculina como femenina. También es destacar que en el club noyés se formó el jugador José Ángel Antelo, internacional con España en todas sus categorías inferiores y con experiencia en la liga LEB y ACB.
Cierra la estructura piramidal del club la categoría sénior, contando así en la actualidad con tres equipos séniors. Uno femenino, que milita en la liga de segunda división y dos masculinos; uno que milita en la categoría tercera división masculina y el primer equipo del club que se encuentra en la máxima división del baloncesto gallego, la Primera División Nacional masculina, de la que se proclamó campeón en dos ocasiones. La composición actual del club de baloncesto Noia hace que sea uno de los clubs locales con mayor representación en categorías inferiores, contando actualmente con alrededor de doscientos niños y niñas que practican el deporte de la canasta. Además por si fuera poco el club local, en su misión de difundir el baloncesto, organiza una serie de actividades durante el año entre las que destacan: la liga de verano de baloncesto, el campus de baloncesto base (mes de junio - julio) y el torneo internacional de Navidad.
También cabe destacar en Noia la actividad automovilística que lleva ejerciendo la Escudería Berberecho desde el año 1974. Organizando varias pruebas como eslálones, subidas al Iroite o al Tambre; su buque insignia es el Rali de Noia, perteneciente al Campeonato Gallego de Ralis, que en el 2024 tendrá su 38.ª Edición.

### Cultura
Es originaria de Noya, la emblemática banda Los Tamara y la orquesta que lleva su nombre, París de Noia.